# Переконання (телесеріал, 1960)
«Переконання» (англ. Persuasion) — британський телевізійний міні-серіал 1960 року за однойменним романом Джейн Остін 1817 року. Він був знятий BBC, режисер — Кемпбелл Логан. Дафні Слейтер грає Енн Еліот, а Пол Дейнмен — капітана Фредеріка Вентворта. Це чотирисерійна адаптація. Тривалість кожного епізоду — півгодини.
За даними shmoop.com, цей міні-серіал, можливо, був знищений у 1970-х.

## У ролях
- Дафні Слейтер — Енн Елліот

- Пол Дейнмен — капітан Вентворт

- Джордж Керзон — сер Волтер Елліот

- Джейн Гарді — Елізабет Елліот

- Фабія Дрейк — леді Рассел

- Теа Голм — місіс Крофт

- Вільям Мервін — адмірал Крофт

- Клер Остін — Мері Мазгроув

- Едвард Джусбері — Чарльз Мазгроув

- Даян Клер — Генрієтта Мазгроув

- Джилл Діксон — Луїза Мазгроув

- Тімоті Вест — Чарльз Гейтер

- Ольга Ліндо — місіс Мазгроув

- Вензлі Піті — містер Мазгроув

- Дафні Андерсон — місіс Клей

- Дерек Бломфілд — містер Елліот

- Патріша Крі — міс Картерет

- Агнес Локлен — віконтесса Делрімпл